# Concertino per a flauta, piano i orquestra de corda
El Concertino per a flauta, piano i orquestra de cambra va ser compost per Germaine Tailleferre l'any 1952.

## Història
Compost l'any 1952, el concert està dedicat al flautista Jean-Pierre Rampal. Va ser estrenat el 27 de gener de 1953 per l'Orquestra filharmònica de Ràdio França, amb el mateix Jean-Pierre Rampal i Robert Veyron-Lacroix al piano. L'obra va ser gravada el 21 d'octubre de 1953, amb els mateixos solistes i l'Orquestra Ràdio Simfònica de París, dirigits per Eugène Beat.
L'orquestra de cambra inclou instruments de corda, però també una arpa i timbales.

## Moviments
1. Pastorale
2. Intermezzo
3. Nocturne
4. Finale

## Enregistraments
- Josephine Gandolfi (piano), Leta E. Miller (flute), Orquestra de cambra de la Universitat de Califòrnia a Santa Cruz dirigit per Nicole Paiement, La Música de Germaine Tailleferre II, Helicon Rècords, 1999.
- Diana Ambache (piano), Anthony Robb (flute), Ambache Junts, Llibertat, Igualtat, Sororitat, Ambache Recordings, 2016.